# XVI Congreso del Frente Polisario
El XVI Congreso del Frente Popular para la Liberación de Saguia El Hamra y Río de Oro (en árabe: المؤتمر السادس عشر للجبهة الشعبية لتحرير الساقية الحمراء ووادي الذهب) fue el decimosexto congreso político del Frente Polisario, celebrado en los campos de refugiados de Tinduf, donde vive una parte importante de la población saharaui exiliada tras la ocupación marroquí del Sáhara Occidental. Durante el congreso llevaron a cabo las elecciones para el puesto de presidente de la República Árabe Saharaui Democrática. Fue reelegido el actual presidente, Brahim Ghali, en una votación que se llevó a cabo el 20 de enero de 2023. El congreso duró del 13 al 22 de enero.
Durante las elecciones se renovaron los órganos de gobierno del Polisario, incluyendo a su secretario general (que ocupa a la vez el puesto de presidente de la RASD). También se definieron las líneas políticas y estratégicas a seguir durante la legislatura. Fue la primera vez que no se alcanzó un consenso para el nombramiento de la máxima autoridad. Bachir Mustafá Sayed, hermano del expresidente El Uali Mustafa Sayed, se presentó para el puesto, convirtiendo a estas en las elecciones más competitivas del Sáhara Occidental nunca celebradas.
El eslogan del congreso fue «Escalar la lucha para expulsar al ocupante e imponer la soberanía» (en árabe: تصعيد القتال لطرد الاحتلال لفرض السيادة). La cita también llevó el nombre de M'hamed Jaddad, el último coordinador saharaui con la Minurso. Además, fue el primer congreso celebrado durante una situación de guerra desde 1991, debido al estallido bélico producido tras la crisis de Guerguerat. Esta situación llevó a que el evento tuviera poca promoción internacional, ya que el Frente Polisario se propuso reservar todos sus esfuerzos para incentivar al pueblo saharaui a intensificar la guerra y lograr la independencia.
El congreso acabó con la reelección de Ghali en primera ronda, apenas evitando la necesidad de una segunda (pues para que un candidato sea nombrado, necesita el apoyo de más de dos tercios de los delegados). Obtuvo el 69% de los votos, el segundo menor porcentaje desde la introducción del voto directo.

## Desarrollo
La comisión preparatoria anunció el 27 de octubre de 2022 que el congreso se celebraría entre los días 13 y 17 de enero del año siguiente. También se anunciaron los símbolos a utilizar. Debido a la guerra, que empezó cuando Marruecos rompió el alto el fuego en noviembre de 2020, atacando a manifestantes saharauis en la única autopista que conecta el territorio con Mauritania, el congreso no se pudo celebrar en los Territorios Liberados. Una «comisión nacional preparatoria» se celebró en los días previos al congreso, del 8 al 11 de enero, para resolver disputas y lograr una posición común dentro del Polisario, especialmente en lo concerniente a la candidatura para secretario general.
Debido a la duración de los debates, hubo una prórroga en el congreso, que acabó extendiéndose hasta el día 22, en lugar del 19. Los delegados votaron a favor de cambiar los artículos de la Ley Básica del Frente Polisario que afectan al secretariado nacional, introduciendo una renovación de al menos seis miembros en cada legislatura, además de reducir el número de ellos de 50 a 44. Se suprimieron dos de los 29 miembros que se eligen en cada congreso, y los cuatro restantes se eliminaron al excluir la representación directa de varias asociaciones (la Unión Nacional de Mujeres Saharauis, la Unión General de Trabajadores del Sáhara, la Unión de la Juventud Saharaui y la Unión de Estudiantes Saharauis).

## Presencia internacional

### Partidos que participaron en el congreso
- Argelia: Frente de Liberación Nacional, Agrupación Nacional para la Democracia, Movimiento de Construcción Nacional[10] y Voz del Pueblo[11]
- Cuba: Partido Comunista de Cuba[12]
- España: Izquierda Unida, Podemos, Partido Popular, EH Bildu, Anticapitalistas, Bloque Nacionalista Gallego y Nueva Canarias[13]
- Mauritania: Unión de las Fuerzas de Progreso y El Insaf[14]
- Mozambique: FRELIMO[15]
- Namibia: SWAPO (a través de su embajador en la RASD)[16]
- Portugal: Partido Comunista Portugués[17]
- Rusia: Comunistas de Rusia[18]
- Sudáfrica: Congreso Nacional Africano[19] y Partido Comunista Sudafricano[20]
- Venezuela: Partido Socialista Unido de Venezuela[21]
- Zimbabue: ZAPU-PF[15]

### Partidos que apoyaron el congreso
- Panamá: Partido Revolucionario Democrático[11]
- Portugal: Bloco de Esquerda y Partido Socialista (a través de sus juventudes)[17]
- Timor Oriental: Fretilin, CNRT y Partido Democrático[11]
- Uruguay: Partido Socialista del Uruguay[11]

## Sistema electoral
El congreso elige al secretariado nacional, el órgano más importante del Frente Polisario entre congresos, y al secretario general, que se convierte en presidente de la República Árabe Saharaui Democrática.
Para ser elegido secretario general, un candidato debe cumplir ciertas condiciones:
- Ser un ciudadano saharaui.
- Haber sido militante del Frente durante al menos veinte años y haber ostentado posiciones de liderazgo durante al menos diez años.
- Tener experiencia militar durante la guerra.
- Ser mayor de 40 años.
- No tener antecedentes penales.

Los candidatos son propuestos por la comisión electoral y después votados por los delegados. El voto es directo y secreto, necesitándose una mayoría de dos tercios para ser elegido en primera vuelta y una mayoría absoluta para ser electo en segunda vuelta.
Después de las reformas aprobadas por el XVI Congreso, el secretariado nacional solo contará con 44 miembros, de los cuales 27 son de elección directa por el congreso, 16 son de elección anónima por los delegados de los Territorios Ocupados (para evitar ser identificados y represaliados), y el secretario general, que actúa ex oficio. Para ser miembro del secretariado general, se deben cumplir los siguientes requisitos:
- Ser un ciudadano saharaui.
- No tener antecedentes penales.
- Ser mayor de 30 años.
- Tener un título académico o universitario más cinco años de servicio continuo o experiencia de campo durante no menos de diez años en alguna de las siguientes áreas:
  - Personal militar regional o mayor.
  - Miembro de una delegación regional o mayor. Director central a nivel ministerial o mayor.
  - Embajador o representante a nivel estatal.
  - Miembro del Consejo Nacional Constitucional, del Consejo Superior de la Magistratura o del Consejo Consultivo.
  - Miembro del comité ejecutivo de alguna organización de masas.

El voto es directo y secreto. En primera vuelta se usa un sistema de escrutinio mayoritario plurinominal y en segunda un voto único transferible. Los candidatos electos son los que hayan obtenido la mayoría absoluta de los votos en la primera vuelta. En caso de que no resulten elegidos los candidatos suficientes, la comisión electoral llama a votar a los delegados sobre la base de una lista tres veces mayor que el número de candidatos que quedan por elegir, hasta obtener el número de candidatos requeridos por mayoría simple. Existe una cuota de género, requiriendo que al menos un sexto de los miembros del secretariado nacional electos en el congreso sean mujeres.

## Candidatos a la secretaría general

### Confirmados
- Brahim Ghali, presidente de la República Árabe Saharaui Democrática y secretario general del Frente Polisario.[24]
- Bachir Mustafá Sayed, ministro de la Presidencia para Asuntos Políticos.[24]

### Rumoreados
- Abdelkader Taleb Omar, embajador en Argelia desde 2018 y primer ministro de la República Árabe Saharaui Democrática entre 2003 y 2018.[25]

## Encuestas
El portal web El Confidencial Saharaui realizó diversas estimaciones electorales entre los asistentes al congreso, dividiéndolos a los congresistas en tres segmentos:
| Segmento               | % Ghali  | % Sayed | % Indecisos | % Ventaja                |    |   |    |
| ---------------------- | -------- | ------- | ----------- | ------------------------ | -- | - | -- |
| Segmento               | Ejército | 75      | % Indecisos | % Ventaja                | 20 | 5 | 55 |
| Bases populares        | 80       | 20      | N/A         | 60                       |    |   |    |
| Jóvenes y funcionarios | N/A      | N/A     | N/A         | Ventaja de Mustafá Sayed |    |   |    |
|                        |          |         |             |                          |    |   |    |
| Estimación final       | 66       | N/A     | N/A         | N/A                      |    |   |    |
| Resultado final        | 69       | 31      | N/A         | 38                       |    |   |    |

## Resultados

### Secretario general
Ghali fue reelegido como secretario general del Polisario y presidente de la RASD para un mandato de tres años. Votaron 1.870 delegados sobre un total de 2.097: 1.816 de esos votos fueron considerados válidos y 54 nulos. Ghali recibió 1.253 votos (69%) y Mustafá Sayed, 563 (31%). La comisión electoral no identificó ninguna irregularidad u obstáculos durante las elecciones.
|                      |                      |       |        |        |
| Candidato            | Candidato            | Votos | %      | ±pp    |
|                      | Brahim Ghali         | 1.253 | 69,00% | –17.10 |
|                      | Bachir Mustafá Sayed | 563   | 31,00% | Nuevo  |
|                      |                      |       |        |        |
| Votos válidos        | Votos válidos        | 1.816 | 97,11% |        |
| Votos nulos          | Votos nulos          | 54    | 2,89%  |        |
| Participación        | Participación        | 1.870 | 90,23% |        |
|                      |                      |       |        |        |
| Abstenciones         | Abstenciones         | 227   | 9,77%  |        |
| Votantes registrados | Votantes registrados | 2.097 |        |        |
|                      |                      |       |        |        |

### Secretariado Nacional
|                                  |                |                |                |                |               |  |  |
| Candidato                        | Primera vuelta | Primera vuelta | Segunda vuelta | Segunda vuelta | Electo        |  |  |
| Candidato                        | Votos          | %              | Votos          | %              | Electo        |  |  |
| Abdelkader Taleb Omar            | 947            | 50,64%         |                |                | Yes           |  |  |
| Lud Daf                          | 937            | 50,11%         |                |                | [ 31 ]        |  |  |
| Lehbib Mohamed Abdelaziz         |                |                | 1.030          | 55,08%         | [ 31 ]        |  |  |
| Abaali Hamudi                    |                |                | 1.012          | 54,12%         | [ 31 ]        |  |  |
| Marahib El-Mami                  |                |                | 973            | 52,03%         | Yes           |  |  |
| Mohamed Luali Akeik              |                |                | 966            | 51,66%         | Yes           |  |  |
| Mohamed Sidati                   |                |                | 917            | 49,04%         | Yes           |  |  |
| Mariam Salek Hmada               |                |                | 912            | 48,77%         | Yes           |  |  |
| Ahmed Abdi Lehbib                |                |                | 798            | 42,67%         | [ 31 ]        |  |  |
| Sidahmed Alayat                  |                |                | 790            | 42,25%         | [ 31 ]        |  |  |
| Mustafa Mohamed Ali Sid-Elbachir |                |                | 768            | 41,07%         | Yes           |  |  |
| Jatri Aduh                       |                |                |                | %              | Yes           |  |  |
| Hasan Buchalga                   |                |                |                | %              | [ 31 ]        |  |  |
| Sidi Omar                        |                |                | 722            | 38,61%         | Yes           |  |  |
| Bachir Mustafa Sayed             |                |                | 719            | 38,45%         | Yes           |  |  |
| Mohamed Lamin Buhali             |                |                | 694            | 37,11%         | Yes           |  |  |
| Hamma Salama                     |                |                | 689            | 36,84%         | Yes           |  |  |
| Mohamed Salem Salek              |                |                | 683            | 36,52%         | Yes           |  |  |
| Adda Brahim Hmaym                |                |                | 671            | 35,88%         | [ 31 ]        |  |  |
| Bucharaya Hamudi Beyun           |                |                | 658            | 35,18%         | Yes           |  |  |
| Mansur Omar                      |                |                | 631            | 33,74%         | Yes           |  |  |
| Mohamed Lamin Ahmed              |                |                | 625            | 33,42%         | Yes           |  |  |
| Fatma Mehdi                      |                |                |                | %              | [ 32 ]        |  |  |
| Ezza Babeh                       |                |                |                | %              | [ 32 ]        |  |  |
| Maluma Larabas Yumani            |                |                |                | %              | [ 32 ]        |  |  |
| Enguia Salama                    |                |                |                | %              | [ 31 ] [ 32 ] |  |  |
| Jira Bulahi Bad                  |                |                |                | %              | [ 32 ]        |  |  |
|                                  |                |                |                |                |               |  |  |
| Votos emitidos / Participación   | 1.870          | 90,23%         | 1.870          | 90,23%         |               |  |  |
| Abstenciones                     | 227            | 9,77%          | 227            | 9,77%          |               |  |  |
| Votantes registrados             | 2.097          |                | 2.097          |                |               |  |  |
|                                  |                |                |                |                |               |  |  |

## Reacciones internacionales
- Argelia: El presidente Abdelmadjid Tebboune felicitó a Brahim Ghali por su victoria y reafirmó el apoyo de Argelia a «la justa causa saharaui».[33]
- España: Ana Miranda, eurodiputada del BNG, que acudió presencialmente al congreso como invitada, tuiteó en representación de su partido un saludo a Brahim Ghali, «reelegido [...] en un proceso democrático como secretario general del Frente Polisario, que seguirá luchando con las mujeres y los hombres saharauis por la libertad, soberanía y autodeterminación del Sáhara Occidental».[34]
- Mauritania: El líder de la Unión de las Fuerzas para el Progreso, Mohamed Ould Maouloud, que acudió presencialmente al congreso como invitado, felicitó a Ghali por «su misión para guiar al pueblo saharaui en su lucha legítima por la autodeterminación y la independencia». También felicitó «al nuevo liderazgo y a todo el pueblo saharaui».[35]
- Rusia: El jefe del Comité Central de Comunistas de Rusia, Sergei Malinkovich, felicitó a Ghali por su reelección en nombre de su partido y expresó la «inquebrantable solidaridad con el Frente Polisario y el pueblo de la República Árabe Sharaui Democrática» de su formación.[36]

## Cierre del congreso
El 19 de enero, el congreso aprobó el Plan de Acción Nacional, que incluía «intensificar la lucha armada» y «fortalecer la vía diplomática» entre sus puntos. También aprobó enmiendas a la Constitución, propuestas por el consejero legal del gobierno.
Bachir Mustafá Sayed aceptó los resultados poco después de su emisión, criticando a la familia de Ghali por una campaña de «difamación y acoso» y anunciando que no volvería a postularse para el cargo. También consideró el congreso como «un pequeño paso que nosotros [los saharauis] damos juntos para expandir nuestra democracia».
El presidente electo, Brahim Ghali, y los nuevos miembros del secretariado nacional tomaron posesión de sus cargos la noche del 22 de enero ante al líder del Tribunal Supremo, Brahim Bella, concluyendo oficielmente el XVI congreso, con el secretariado celebrando su primera reunión dos días más tarde.